# Aérodrome de Logroño
L’aéroport international de Logroño–Agoncillo (code IATA : RJL • code OACI : LERJ), en espagnol : Aeropuerto Internacional de Logroño-Agoncillo, est l'aéroport desservant la ville de Logroño, capitale de la communauté autonome espagnole de La Rioja.

## Situation
| \| 100 km1:11 216 000 \| Alicante Almería Andorre Badajoz Barcelone Bilbao Burgos León Castellón · de la Plana Ceuta Gérone Grenade Ibiza Jerez La Corogne Lleida Logroño Madrid Málaga Melilla Minorque Murcie Oviédo Palma de · Majorque Pampelune Reus Sabadell Saint-Jacques Saint-Sébastien Salamanque Santander Saragosse Séville Valence Valladolid Vigo Vitoria |
| 100 km1:11 216 000 |

Voir les Îles Canaries
L'aéroport est situé dans la ville d'Agoncillo, à 14 km de Logroño.

## Histoire
Il ouvre en 1923 en qualité de base aérienne sous le nom d’aérodrome de Recajo (Aeródromo de Recajo, du nom d'un village à proximité duquel il se situe. Il devient l’aérodrome d'Agoncillo Aeródromo de Agoncillo en 1932, sur décision de l'armée de l'air.
Il ouvre au trafic civil en 1946. Cinquante ans plus tard, le gouvernement de la communauté autonome de La Rioja décide de transformer l'aérodrome en un véritable aéroport. L'équipement est reconnu « d'intérêt général » en 1998 et fait l'objet de cinq ans de rénovation. Le nouvel aéroport est inauguré en 2003.

## Compagnies aériennes et destinations
| Compagnies                     | Destinations                                 |
| ------------------------------ | -------------------------------------------- |
| Iberia operated by Air Nostrum | Madrid-Barajas En saison : Palma de Majorque |